# Táigete (satélite)
Táigete (tay-ij'-ə-tee, IPA:/ˈɪteidʒəti/; Ταϋγέτη griego), o Júpiter XX, es un satélite retrógrado irregular de Júpiter. Fue descubierto por un equipo de astrónomos de la Universidad de Hawái dirigidos por Scott S. Sheppard, en el año 2000, y recibió la designación provisional de S/2000 J 9.

Táigete tiene unos 5 kilómetros de diámetro, y orbita a Júpiter a una distancia media de 22,439 Millones de km en 686,675 días, a una inclinación de 165° a la eclíptica (163° al ecuador de Júpiter), en una dirección retrógrada y con una excentricidad de 0,3678. 
Fue nombrado en octubre de 2002 como Taigete, una de las Pléyades, hija del Titán Atlas y madre de Lacedaemon con Zeus (Júpiter). 
Pertenece al grupo de Carmé, compuesto por los satélites irregulares retrógradas de Júpiter en órbitas entre los 23 y 24 millones de km y en una inclinación de alrededor de 165°.